# Барнвелд (Нью-Йорк)
Барнвелд (англ. Barneveld) — селище (англ. village) в США, в окрузі Онейда штату Нью-Йорк. Населення — 272 особи (2020).

## Географія
Барнвелд розташований за координатами 43°16′26″ пн. ш. 75°11′21″ зх. д. / 43.27389° пн. ш. 75.18917° зх. д. (43.273791, -75.189029).  За даними Бюро перепису населення США в 2010 році селище мало площу 0,50 км², уся площа — суходіл.

## Демографія
Згідно з переписом 2010 року, у селищі мешкали 284 особи в 115 домогосподарствах у складі 75 родин. Густота населення становила 571 особа/км².  Було 129 помешкань (259/км²).
Расовий склад населення:
| - 97,9 % — білих - 1,1 % — корінних американців - 0,4 % — чорних або афроамериканців - 0,4 % — азіатів |

До двох чи більше рас належало 0,4 %. Частка іспаномовних становила 2,5 % від усіх жителів.
За віковим діапазоном населення розподілялося таким чином: 19,0 % — особи молодші 18 років, 66,6 % — особи у віці 18—64 років, 14,4 % — особи у віці 65 років та старші. Медіана віку мешканця становила 42,5 року. На 100 осіб жіночої статі у селищі припадало 104,3 чоловіків;  на 100 жінок у віці від 18 років та старших — 101,8 чоловіків також старших 18 років.
Середній дохід на одне домашнє господарство  становив 80 479 доларів США (медіана — 57 292), а середній дохід на одну сім'ю — 99 208 доларів (медіана — 73 750). Медіана доходів становила 57 500 доларів для чоловіків та 45 938 доларів для жінок. За межею бідності перебувало 10,9 % осіб, у тому числі 38,1 % дітей у віці до 18 років та 0,0 % осіб у віці 65 років та старших.
Цивільне працевлаштоване населення становило 112 осіб. Основні галузі зайнятості: освіта, охорона здоров'я та соціальна допомога — 25,9 %, публічна адміністрація — 17,9 %, транспорт — 17,0 %.